# Inés de Poitiers
Agnés (o Inés) de Poitiers (Galia, primera mitad del s. VI - Poitiers, 588) fue una religiosa merovingia, primera abadesa de la abadía de la Santa Cruz de Poitiers (Francia), la más antigua comunidad monástica femenina documentada de la Galia. Es venerada como santa por la Iglesia católica.

## Biografía
Solo conocemos su vida a partir del momento que es nombrada abadesa; parece que antes había sido dama de compañía de la reina Radegunda. En 552, el rey merovingio Clotario I mandó construir el monasterio de Nuestra Señora a Poitiers, que se convertiría de la Santa Cruz cuando su esposa Radegunda consiguió una reliquia de la Vera Cruz del emperador Justino II, hacia 567. Radegunda no quiso ser la abadesa y dejó el cargo a Inés. 
Fue la primera abadía femenina de la Galia e Inés adoptó como regla la de Cesáreo de Arlés. El monasterio se hizo conocido por la presencia de la reina y por la de Venancio Fortunato, entonces obispo de Poitiers, que se convirtió en el director espiritual de Radegunda y escribió la biografía.